# پرزبان کاکل‌فری
پرزبان کاکل‌فری(نام علمی: Pteroglossus beauharnaesii) نام یک گونه از سرده پرزبان است.